# لوکا پلگرینی
لوکا پلگرینی (ایتالیایی: Luca Pellegrini؛ زادهٔ ۷ مارس ۱۹۹۹) بازیکن فوتبال اهل ایتالیا است که به صورت قرضی از یوونتوس برای باشگاه لاتزیو  بازی می‌کند.

## باشگاهی
از باشگاه‌هایی که در آن بازی کرده‌است می‌توان به باشگاه رم، کالیاری و یوونتوس اشاره کرد.

## تیم ملی
وی در تیم‌های ملی فوتبال زیر ۱۶ سال ایتالیا، زیر ۱۷ سال ایتالیا، زیر ۱۸ سال ایتالیا، زیر ۱۹ سال ایتالیا، زیر ۲۱ سال ایتالیا و ایتالیا بازی کرده‌است.